# Loki (Bonelli Comics)
 Ovo je glavno značenje pojma Loki (Bonelli Comics). Za druga značenja pogledajte Loki (razdvojba).
Loki je izmišljeni lik, negativac u stripu Martin Mystère. Utemeljen je na istoimenom božanstvu iz nordijske mitologije. On je bog vatre i prijevare, no zbog svojih zločina tijekom stoljeća završi na Zemlji kao smrtnik.

## Biografija

### Pradavna vremena
Nepoznato je kada se Loki rodio, ali on je, kao i sva božanstva vjerovao da su svi svjetovi nastali onako kako to opisuju nordijske legende. Vjerovao je da su on, Odin, i Hoenir stvorili ljudsku vrstu koja je napučila planet Zemlju, Midgard, kako su ju zvali Asgarđani. U nepoznatim okolnostima, Loki je saznao istinu, da su nordijski i bogovi svih ostalih panteona nastali u prapovijesti od primitivnih ljudi djelovanjem jednog od heksagona, predmeta velikih moći koje su na Zemlji u pradavna vremena ostavili vanzemaljci koji će kroz legende biti nazivani Tuatha De Danaan, Elohimi, i Anunaki. Taj isti predmet ih je naveo da zaborave svoje pravo porijeklo i povjeruju u legendarne verzije priče o postanku svijeta. 
Uspkos tome što ga Asgarđani nisu baš cijenili, ipak su se uvijek obraćali Lokiju kada je trebala obaviti kakve prljave poslove. Zahvaljujući Lokiju, Odinov sin Thor je ponovno pronašao čarobni čekić Mjollnir koji mu je ukraden. Kasnije, kada se bog Tyr, kralj Avalona, domogao jednog od heksagona, i time počeo prijetiti Odinovoj vladavini, Loki je bio jedini koji je shvatio da Tyr nije jedan od Asgarđana nego stranac, te da ga svi "poznaju" samo zbog djelovanja tog heksagona. Odin se Lokiju obratio za pomoć, te mu je ovaj rekao kako može steći moć da Tyra liši tog čarobnog predmeta. Zauzvrat mu je Odin obećao ruku one koju poželi za ženu. Odin je žrtvovao sebi sama sebe viseći razapet na Yggdrasilu proboden vlastitim kopljem devet dana i noći bez hrane i pića. Proniknuvši u tajnu runa, Odin je uspio Tyru oduzeti heksagon, koji je bio u obliku prstena. Smatrajući da je prsten premoćan za bilo koga, pa čak i božanstvo, odlučio ga je sakriti.
Odin je prsten stavio među blago sakriveno u pećini iza vodopada Andvaraforsa na Zemlji, te povjerio Undinama, vodenim nimfama, da ga čuvaju. Kada su se Odin, Loki, i Hoenir uputili na Island, putovali su Zemljom prerušeni u obične ljude. Tijekom puta, Loki je iz obijesti ubio jednu vidru, za koju se poslije pokazalo da je Otter, sin trolova koji su imali sposobnost mijenjanja oblika. Odin je trolovima obećao platiti odštetu za ubojstvo sina, te je poslao Lokija po blago. Loki se silom probio kroz Undine, koje su ga upozorile na ukleti prsten, ali on je sve odnio trolovima, koji su oslobodili Odina i Hoenira. Kroz nadolazeća stoljeća, taj će prsten postati poznat kao Prsten Nibelunga. Kasnije, na Islandu, Odin i Loki su promatrali dvoboj Valkira, polubožanskih krilatih ratnica. Nakon što je Brynhilda, kraljica Valkira odnijela pobjedu, Loki je nju odabrao za ženu. No Brynhilda je odbila udati se za Lokija, te je Odin nju i njezine sestre zauzvrat osudio da zauvijek ostanu čuvarice Hindarfjalla, te ga nikada ne napuste.
Bijesan, Loki je shvatio da su Odin i Brynhilda sve bili unaprijed dogovorili, te se odlučio osvetiti. Prije nego što su prekinute veze Hindarfjalla s ostatkom svijeta, Loki je još jednom posjetio Brynhildu i ponudio da će "smekšati" Odina i nagovoriti ga da ukine njezinu kaznu preko njegove žene Freye, ako Freya ne želi da razotkrije njezine prljave tajne. Kada je Brynhilda zapitala Lokija što želi zauzvrat, on ju je zaprosio, što je ona odbila. Bijesan, Loki je Brynhildu nemilosrdno silovao.
Kasnije, Loki je uzrokovao mnoge nevolje među Agarđanima, uključujući i smrt Odinova sina Baldera. Za kaznu, bogovi su Lokija živog zatvorili u kameni sarkofag smješten u pećini na prostoru kontinenta koji će poslije biti poznat kao Sjeverna Amerika. Na ulaz u pećinu postavljen je natpis s čarolijom koja je Lokija trebala držati zatočenog sve do Ragnaroka, nordijske apokalipse. Oko 500. godine, irski svećenik Brendan je preplovio Atlantski ocean kako bi obnovio zaštitnu čaroliju. Oko 1000. godine Viking Leif Ericsson je učinio isto. U prvoj polovci 18. stoljeća, francuski istraživać La Vérendrye je otkinuo komad kamena s natpisom, te tako nehotice uklonio dio zaštitne čarolije.

### 20. stoljeće
Do početka 20. stoljeća, Loki je uspio pobjeći iz svoje tamnice, ali je izgubio većinu svojih moći, te postao smrtnik. Usprkos tome, nastavio je raditi na svom cilju, da se domogne Brynhilde i uzme ju za ženu.
S vremenom, krećući se među ljudima, Loki je stekao bogatstvo i moć. Sredinom 1930-ih surađivao je s nacistima. 1936. bio je izaslanik Heinricha Himmlera, vrhovnog zapovjednika SS-a, za suradnju s Benom Maxwellom, upraviteljem američke tajne službe Drugdje. Na Lokijevu inicijativu, Maxwell, koji je povremeno surađivao s nacistima i Ljudima u crnom, je poslao androida Olimpiju da spriječi Aslaug, Brynhildinu kćer, u otvaranju prolaza prema Hindarfjallu iz dvorca Wewelsburg, okultnog sjedišta SS-a.
S vremenom, Loki se oženio, te mu je supruga rodila tri sina. No za njega su oni bili samo sredstvo kojim bi postigao svoje ciljeve. Odgojio ih je da budu lukavi i prijetvorni kao i on.

### 21. stoljeće
Do 21. stoljeća, Loki je već bio star čovjek i većinu vremena je provodio u svojoj vili u švicarskim Alpama.
S vremenom je Loki saznao kako ući u Hindarfjall. Ulaz je bio na Islandu, ali mu sam nije mogao pristupiti zbog čarobne zaštite. 2000. godine, uz pomoć krivotvorenih dokumenata, Loki je uvjerio Sergeja Orloffa, bivšeg neprijatelja Martina Mystèrea, da je Christine, njegova odavno mrtva ljubav, još uvijek živa, te da će ga odvesti njoj ako mu on iz Hindarfjalla donese  Prsten Nibelunga, koji je legendarni junak Sigurd stoljećima ranije dao Brynhildi.
Orloff i Mystère su uz pomoć Bryxnhildinog štita (koji su pronašli u Lokijevoj nekadašnjoj tamnici), uspjeli ući u Hindarfjall, te ondje pronašli Brynhildino mrtvo tijelo. Ondje im je vilinski kralj Oberon ispričao istinu iza legendi o Prstenu i kako se kroz stoljeća Brynhildu počelo smatrati kraljicom Austrazije. Za Orloffom i Mystèreom su ušla i dva Lokijeva sina, koji su im razotkrili očevu prijevaru. U borbi je moć prstena ubila Lokijeve sinove, a Orloff je potajice promijenio prošlost, učinivši da Christine preživi nesreću u kojoj je poginula. Na kraju, Mystère je prsten predao Tyru (prerušenom u Odina), koji ga je kasnije bacio u jezerce pred Yggdrasilom.
Prisiljen raditi sve iznova, Loki je sklopio savez s Morganom, zlom čarobnicom i polusestrom kralja Arthura, koja je bila u potrazi za sedam čarobnih mačeva koji su nastali iz jednog od heksagona. Morgana je Martina i Sergeja zarazila nanoidima, mikroskopski malenim robotima, što je obojici ostavilo samo tjedan dana života. Martin je pao u komu te je premješten u bazu Drugdje, dok je Sergej s Javom krenuo u potragu za lijekom. Na kraju, Morgana se dokopala Sigurdovog mača, Martin i Sergej su izliječeni, a Loki se dokopao Brynhildine DNK.
2005. na Valpurginu noć, Loki je uspio klonirati Brynhildu, ali je u procesu nešto pošlo ukrivo. Klonirana Brynhilda je imala tijelo odrasle žene, ali um djeteta. Usprkos tome što je Loki platio najbolje liječnike, klonirana Brynhilda nije pokazivala znakove mentalnog napretka. Sljedeće godine, Morgana je ponovno zatražila Lokijevu pomoć u pronalaženju jednog
od mačeva, a zauzvrat mu je obećala "izliječiti" Brynhildin um. Njihovim zajedničkim radom, Martin i Sergej su dospjeli na Bezvremenski otok, minijaturni svemir u kojem je bio zatočen dvorac kralja Hroðgara, gdje se kroz stoljeća ponavljao isti proces, pojava čudovišta Grendela, dolazak čovjeka iz vanjskog svijeta koji bi uzeo ulogu junaka Beowulfa, i pobjeđivanje čudovišta. Sergej i Martin su prekinuli taj proces ubivši Grendela murchandom, laserskim oružjem s izgubljenog kontinenta Mu. Otok je počeo nestajati, ali je prije nestanka Brynhilda uzela Beowulfow mač i vratila se na Zemlju. Morgana je tada izvela obred koji je Brynhildi vratio um, ali ona se tada počela prisjećati što joj je Loki učinio pri njihovom posljednjem susretu, te je napala njega i njegove ljude i pobjegla iz laboratorija.
Sljedećih godinu dana Loki je sakupljao vijesti o Brynhildinim pojavljivanjima, dok nije naposljetku dobio potvrdu da je ona otišla na Island, svoju pradomovinu, kamo ju je odveo nagon. No nije se u potpunosti sjetila svoje prošlosti, te je gubila vrijeme tražeći ulaz u Hindarfjall. Lokijev treći sin je tada naredio svojim plaćenicima da mu ubiju oca, jer ga je smatrao nevrijednim življenja nakon dva neuspjeha. Lokijev sin je tada osobno otišao na Island, te kada su u Njemačkoj Martin Mystère i bivši nacist Karl Weisthor otvorili dimenzijski prolaz "Crno sunce", na Islandu se otvorio ulaz u Hindarfjall kroz koji su prošli Brynhilda i Lokijev sin. No tada se ondje pojavila i Aslaug, Brynhildina kćer, te je ona s majkom prošla kroz novi prolaz u Asgard, dok je Hindarfjall oko Lokijevog sina iščezao. Dok se mučki probijao natrag u civilizaciju, kraj njega se pojavio Lokijev duh kako bi ga psihički mučio.